# Robinson Crusoe
Robinson Crusoe, in Nederlandse vertalingen ook wel Robinson Crusoë, is een roman van de Engelse schrijver Daniel Defoe. Het is een fictieve autobiografie/dagboek van Robinson Crusoe, waarvan het belangrijkste deel zich afspeelt op het onbewoond eiland waar hij na een schipbreuk terechtkomt.
Het boek werd uitgegeven in 1719 en wordt wel beschouwd als de eerste echte Engelse roman. Dat de meningen hierover verdeeld zijn heeft vooral te maken met wat als definitie van de term 'roman' wordt opgevat. Het boek is tevens een van de meest gepubliceerde boeken ter wereld.
De volledige titel luidt The Life and Strange Surprising Adventures of Robinson Crusoe of York, Mariner: who lived Eight and Twenty Years, all alone in an uninhabited Island on the coast of America, near the Mouth of the Great River of Oroonoque; Having been cast on Shore by Shipwreck, wherein all the Men perished but himself. With An Account how he was at last as strangely deliver'd by Pirates. Written by Himself.
Het is een van de eerst bekende romans in de geschiedenis van de literatuur waarin een ik-verteller aan het woord is.

## Verhaal
Crusoe vertrekt vanaf Queen's Dock in Hull op een zeereis in september 1651, tegen de wil in van zijn ouders, die er de voorkeur aan geven dat hij een opleiding in de rechten volgt. Na een tumultueuze reis, die door een vreselijke storm eindigt in een schipbreuk, blijft zijn liefde voor de zee en gaat hij weer varen. Deze reis eindigt ook rampzalig wanneer het schip wordt gekaapt door Salé-piraten en Crusoe de slaaf wordt van een Moor. Hij slaagt erin om te ontsnappen met een boot, samen met de jongen Xury. Ze komen in contact met een Portugees schip en Crusoe wordt beste maatjes met de kapitein van dit schip, dat naar Brazilië zeilt. Daar aangekomen helpt de kapitein hem een plantage op te starten. Voor zijn plantage gaat Crusoe zelf in de slavenhandel, naar Afrika. Daarbij lijdt hij schipbreuk en belandt als enige overlevende op een eiland. Met behulp van diverse overblijfselen uit het wrak bouwt hij een primitief huis en leert in zijn onderhoud te voorzien. Hij houdt een kalender bij, verbouwt graan, leert pottenbakken, geitenfokken en hij leest de Bijbel.

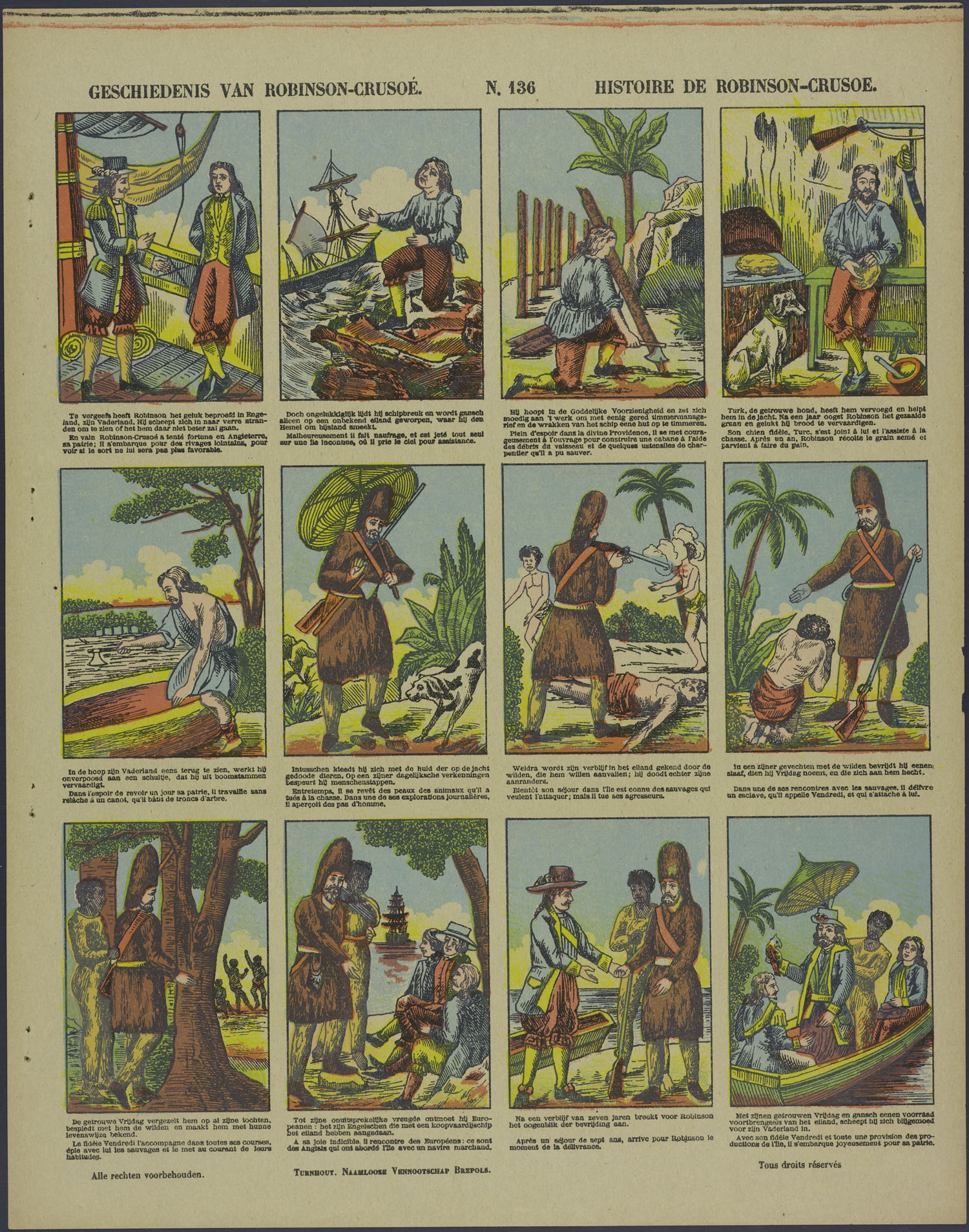
De geschiedenis van Robinson Crusoe op een centsprent
ca. 1920)

Na vele jaren merkt hij dat het eiland van tijd tot tijd wordt bezocht door kannibalen die op het strand hun gevangenen doden en nuttigen. Na rijp beraad besluit hij niet in te grijpen, omdat de kannibalen waarschijnlijk niet beter weten en hem geen kwaad hebben gedaan. Het verlangen naar menselijk gezelschap neemt echter toe. Zijn wens komt uit als op een keer een van de gevangenen weet te ontsnappen. Crusoe neemt deze onder zijn hoede en noemt zijn nieuwe metgezel Vrijdag, naar de dag van zijn bevrijding. Hij leert hem Engels en bekeert hem tot het christendom. Op een dag doen de kannibalen het eiland weer aan. Crusoe en Vrijdag bevechten de groep en bevrijden daarbij twee gevangenen: Vrijdags vader en een Spanjaard. De Spanjaard stelt voor om met Vrijdags vader terug te keren naar een nabijgelegen eiland waar meer schipbreukelingen zijn, daar een schip te bouwen, en dan Crusoe en Vrijdag te komen ophalen.
Voor het zover is, verschijnt een ander schip, waarop muiterij is uitgebroken. De bemanning wil de kapitein achterlaten op het eiland. Crusoe slaagt erin om, samen met de kapitein, het schip meester te worden en zij reizen terug naar Europa. Door de opbrengst van zijn plantage is Crusoe inmiddels een bemiddeld man geworden.
Na nog meer avonturen in Spanje en Frankrijk, keert Robinson Crusoe uiteindelijk terug naar Engeland.

## Inspiratie
Algemeen wordt aangenomen dat Defoe zijn idee voor dit verhaal opdeed door het verhaal over de Schotse zeeman Alexander Selkirk, die in 1709 werd gered na een verblijf van vier jaar op een verder onbewoond eiland. Robinson Crusoes verblijf duurde zelfs 28 jaar.
Auteur Albert Helman plaatst in zijn in 1983 verschenen boek Waar is Vrijdag gebleven? in de studie 'Crusoe's echte eiland' door de beschrijvingen van het eiland met overtuiging op Tobago.
Soortgelijke verhalen vormden vermoedelijk ook inspiratiebronnen voor het eerder in 1708 uitgegeven Nederlandse verhaal over Krinke Kesmes.

## Reacties
Het boek was in Engeland een onmiddellijk succes en maakte ook in het buitenland furore. Het werd al snel een van de meest gelezen en vertaalde werken. Het boek bracht ook inspiratie voor talrijke navolgers. Voor Jean-Jacques Rousseau was Robinson Crusoe het enige boek dat zijn pupil Émile mocht lezen.
Defoe schreef ook een vervolg (The Further Adventures of Robinson Crusoe), dat echter veel minder bekendheid kreeg. Een derde deel (Serious Reflections of Robinson Crusoe) is een serie essays waaraan de naam van Crusoe voornamelijk verbonden werd om de aandacht te trekken.
Door de bekendheid van het boek is de naam Robinson Crusoe in het Engelstalige taalgebied een synoniem geworden voor een schipbreukeling of een metafoor voor een verstoten iemand.

## Interpretaties
Verschillende aspecten van het boek zijn in de loop der jaren onder de loep genomen.
Volgens schrijver James Joyce is Robinson Crusoe het symbool van het Britse Rijk, onder meer door zijn onafhankelijkheid en vastberadenheid. Crusoe probeert in het boek zijn eigen vorm van beschaving te creëren op het eiland, inclusief een politieke hiërarchie. Zo maakt hij gebruik van Europese technologie en landbouw om het eiland bewoonbaar te maken en refereert hij een paar maal aan zichzelf als koning van het eiland. De kapitein die hem aan het eind van het verhaal meeneemt omschrijft hem als een gouverneur en noemt het eiland zelfs een kolonie. Wel grijpt Defoe de gebeurtenissen in het boek aan om de oorspronkelijke verovering van Zuid-Amerika door de Spanjaarden aan de kaak te stellen.
Volgens J.P. Hunter is Robinson Crusoe geen held maar meer een Elckerlijc. Hij begint als een zwerver en ontwikkelt zich vervolgens tot een pelgrim. In het boek is te lezen hoe Robinson dichter bij God komt, en dan niet door een kerk te bezoeken maar doordat hij geïsoleerd leeft met alleen een bijbel om te lezen. Het boek is gevuld met religieuze aspecten. Defoe was zelf een Puritein en liet in veel van zijn werken dan ook Christelijke thema’s en moralen naar voren komen.
Wanneer Robinson voor het eerst de kannibalen ziet, is hij ten prooi aan cultuurrelativisme. Aan de ene kant wil hij ingrijpen daar het gedrag van de kannibalen volgens zijn standaarden barbaars is, maar aan de andere kant beseft hij ook dat zij zelf niet beter weten. Nadat Vrijdag bij Crusoe komt wonen, verbiedt Crusoe hem om nog langer aan kannibalisme te doen.

## Invloed op andere media

### Economie
In de klassieke economie, neoklassieke theorie en de economische theorie van de Oostenrijkse School wordt de Robinson Crusoë-economie vaak gebruikt om basisconcepten van economie uit te leggen, meer bepaald de theorie van productie en keuzes in afwezigheid van geld, handel en prijzen. De aankomst van Vrijdag wordt dan aangegrepen om de mogelijkheid en de voordelen van (ruil)handel aan te tonen.

### Literatuur

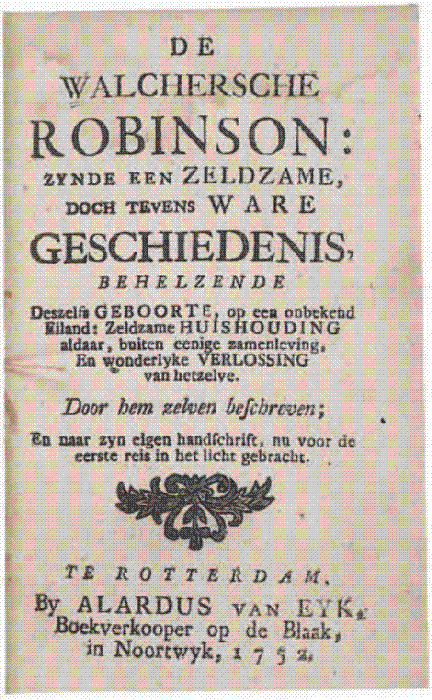
Titelpagina van De Walchersche Robinson, waarvan de schrijver onbekend is

### Toneel en film
Het boek is een paar maal bewerkt voor film en toneel. Jacques Offenbach schreef een opéra comique genaamd Robinson Crusoé, die voor het eerst werd opgevoerd in het Opéra-Comique, Salle Favart op 23 november 1867.
Enkele films (losjes) gebaseerd op het boek zijn:
- Robinson Crusoe (1927, door M.A. Wetherell)
- Mr. Robinson Crusoe (1932, met Douglas Fairbanks)
- Adventures of Robinson Crusoe (1954)
- Robinson Crusoe (1997, met Pierce Brosnan en Polly Walker)
- Cast Away (2000, met Tom Hanks)
- Robby (1968, met Warren Raum en Ryp Siani)
- Vexation Island (1997, Rodney Graham)

### Televisie
In 1964 verscheen de Franse dramaserie Les aventures de Robinson Crusoé. De serie telde 13 afleveringen en was vooral gericht op kinderen.
In de jaren 90 verscheen de animatieserie Robinson Sucroe, die vooral als parodie/satire diende op het boek.
Het televisieprogramma Expeditie Robinson (uitgezonden in Nederland en Vlaanderen) is gebaseerd op het verhaal van Robinson Crusoe. In dit programma moeten de kandidaten gedurende een periode van enkele weken zien te overleven op een onbewoond eiland.